# Kip Sabian
Simon James Kippen (nacido el 19 de mayo de 1992) es un luchador profesional británico, más conocido por el nombre de ring Kip Sabian. Actualmente está firmado con All Elite Wrestling (AEW).

## Carrera en la lucha libre profesional

### Carrera temprana
Kippen comenzó su carrera en la World Association of Wrestling después de graduarse de la escuela de lucha de la promoción. Compitió en Inglaterra y Europa, capturando varios títulos, incluido el IPW:UK World Championship y el World of Sport Wrestling Tag Team Championship. En 2018, debutó en Ring of Honor.

### All Elite Wrestling (2019-presente)
En febrero de 2019, Sabian firmó con All Elite Wrestling. Sabian hizo su debut en AEW en Double or Nothing, donde derrotó a Sammy Guevara, que fue el primer combate individual de AEW.
A finales de diciembre, Sabian se estableció como un heel después de desafiar a los miembros de The Elite, enfrentándose a Kenny Omega el 10 de diciembre en Dark y a Cody el 30 de enero, perdiendo ambos combates. Sabian también comenzaría a ser manejado por su novia de la vida real Penelope Ford conforme comenzó un feudo con Joey Janela antes del 19 de febrero, donde derrotó a Janela.
El 24 de abril, Sabian participó en un torneo para coronar el inaugural Campeonato TNT de AEW, donde perdió ante Dustin Rhodes en la primera ronda.
El 15 de abril, Sabian comenzó a formar equipo con Jimmy Havoc después de que Havoc le aplicara un DDT a Orange Cassidy en el suelo durante su combate contra Chuck Taylor. Hicieron su debut en parejas perdiendo ante Best Friends en un combate en parejas sin descalificaciones en la edición del 29 de abril de Dynamite. Posteriormente se llamarían a sí mismos The Superbad Squad. Derrotaron a SoCal Uncensored (Frankie Kazarian y Scorpio Sky) para obtener una oportunidad por el Campeonato Mundial en Parejas de AEW el 2 de mayo, y se enfrentaron a los campeones Kenny Omega y "Hangman" Adam Page el 3 de junio por los títulos, siendo derrotados.
En All Out, Sabian anunció que él y Ford se casarían y también afirmó que revelaría quién sería su padrino para la boda en el siguiente Dynamite. En el episodio del 9 de septiembre de Dynamite, se reveló que Miro era el padrino de la boda de Sabian y Ford.

## Vida personal
Kippen está comprometido actualmente con la también luchadora de AEW, Penelope Ford.

## Campeonatos y logros
- British Wrestling Revolution
  - BWR Cruiserweight Championship (1 vez)[7]

- Dynamic Over-The-Top Action Wrestling
  - DOA UK Tag Team Championship (2 veces) - con Brad Slayer (1) y Peter Nixon (1)[7]

- European Catch Tour Association
  - ECTA Junior Heavyweight Championship (1 vez)[7]
  - ECTA Tag Team Championship (1 vez) - con Brad Slayer[7]

- House Of Pain: Evolution
  - HOPE Championship (1 vez)[7]
  - HOPE Kings Of Flight Championship (1 vez)[7]

- International Pro Wrestling: UK
  - IPW: UK World Championship (1 vez)[7]
  - Z-Force Championship (2 veces)[7]

- Pro Wrestling Chaos
  - Knights Of Chaos Championship (1 vez) - con Martin Kirby[7]

- New Generation Wrestling
  - NGW Tag Team Championship (1 vez, actual) - con Iestyn Rees[7]

- Plymouth Wrestling Association
  - PWA Tag Team Championship (1 vez) - con Brad Slayer[7]

- Pro Wrestling Chaos
  - Knights of Chaos Championship (1 vez) - con Martin Kirby[7]

- Pro Wrestling Illustrated
  - Situado en el número 247 de los 500 mejores luchadores en PWI 500 en 2019[8]

- Reloaded Championship Wrestling Alliance
  - RCWA Elite-1 Championship (1 vez)[7]

- Southside Wrestling Entertainment
  - SWE Speed King Championship (1 vez)[7]

- World Association of Wrestling
  - WAW Open Light Heavyweight Championship (2 veces)[7]
  - WAW U23 Championship[7]
  - WAW World Tag Team Championship (3 veces) - con Brad Slayer[7]

- World of Sport Wrestling
  - WOS Tag Team Championship (1 vez) - con Iestyn Rees[7]
  - WOS Tag Team Championship (2018)[7]